# Twin Lakes (Wirginia)
Twin Lakes – jednostka osadnicza w Stanach Zjednoczonych, w stanie Wirginia, w hrabstwie Greene.